# Sogno di una notte di mezza sbornia
Pour plus de détails, voir Fiche technique et Distribution.
Sogno di una notte di mezza sbornia est un film italien réalisé par Eduardo De Filippo, sorti en 1959.

## Synopsis
Pendant une nuit de soûlerie, Pasquale Grifone, un pauvre bougre, rêve de Dante Alighieri qui lui donne trois numéros à jouer à la loterie, mais ces numéros correspondent également à la date de la mort de son père, auquel il est très attaché. Pasquale doit prendre une décision, soit jouer les numéros et gagner une fortune et prendre le risque de condamner à mort son père ou ne rien faire. Finalement, Pasquale décide de jouer les chiffres.

## Fiche technique
- Titre : Sogno di una notte di mezza sbornia
- Réalisation : Eduardo De Filippo
- Scénario : Athos Setti et Eduardo De Filippo
- Photographie : Alvaro Mancori
- Montage :
- Musique : Franco Langella
- Décors : Beppe Menegatti
- Costumes : Enrico Job
- Son :
- Producteur :
- Société de production : Titanus
- Pays d'origine :  Italie
- Langage : Italien
- Format : Noir et blanc — 35 mm — Son : Mono
- Genre : Comédie
- Durée : 90 minutes (1 h 30)
- Dates de sortie :
  -  Italie : 1959

## Distribution
- Eduardo De Filippo : Pasquale Grifone
- Pupella Maggio : Filomena, son épouse
- Pietro De Vico : Arturo, son fils
- Graziella Marina (it) : Gina, sa fille
- Nina De Padova : Carolina
- Enzo Petito : Giovanni, le serviteur
- Angela Pagano (it) : Assunta, la femme de chambre
- Giuseppe Anatrelli : Jack, petit ami de Gina
- Pietro Carloni : le médecin